# ビロホリウカ
ビロホリウカ（ウクライナ語: Білогорівка、ロシア語: Белогоровка）は、ウクライナ東部ルハンシク州セヴェロドネツィク地区の都市型集落で、州都ルハンシクの北西約80キロメートルに位置している。人口は2021年の推計で828人。
2022年のロシアによるウクライナ侵攻の際には、激戦地となり同年7月上旬時点までのBBCの調査において、多くの死者数が確認されている地方自治体として名が挙がった。

## 歴史
ビロホリウカはルハンシク州の古い集落の一つである。

## 名称
集落の名は地形から生じた「гора」（山）と「білий」（白い）の2語に由来する。
集落がある場所には、18世紀に下（しも）ザポロージャ・コサック軍のカルミウスカ・パランカのズィミウニックという越冬陣営「ビロホリウカ」が置かれていた。

## ビロホリウカの学校攻撃
2022年ロシアのウクライナ侵攻ではビロホリウカの学校がロシア軍の爆撃を受け、校舎に避難していた市民から死者が出た。